# Brušenje diamantov
Diamantno brušenje je praksa spreminjanja diamanta iz grobega kamna v droben dragulj. Diamant za brušenje zaradi izjemne težave zahteva specializirano znanje, orodja, opremo in tehnike.
Prvi ceh diamantnih brusilcev in polircev (diamantaire) je bil ustanovljen leta 1375 v Nürnbergu v Nemčiji in je pripeljal do razvoja različnih vrst "reza". To ima dva pomena glede na diamante. Prvi je oblika: kvadratna, ovalna in tako naprej. Drugi se nanaša na specifično kakovost reza znotraj oblike in kakovost in cena se bodo zelo razlikovale glede na kakovost reza. Ker so diamanti eni najtrših materialov, se za brušenje uporabljajo posebne diamantne površine. Prvi pomembnejši razvoj diamantnega brušenja je bil v »Point Cut« v pozni polovici 14. stoletja: »Point Cut« sledi naravni obliki oktahedralovega grobega kristala diamanta, s čimer se odstranijo nekateri odpadki v procesu brušenja.
Diamantno brušenje, pa tudi celotna predelava, je skoncentrirano v nekaj mestih po svetu. Glavni centri za trgovanje z diamanti so Antwerpen, Tel Aviv in Dubaj, od koder se grobi pošiljajo v glavne predelovalne centre Indije in Kitajske . Diamanti so brušeni in polirani v Suratu v Indiji in v kitajskih mestih Guangdžov in Šenžen . Indija ima v zadnjih letih med 19-31% svetovnega trga s poliranimi diamanti, Kitajska pa v zadnjem letu 17% svetovnega tržnega deleža. Drug pomemben center diamantov je New York City. 

## Postopek
Postopek brušenja diamantov obsega naslednje korake; načrtovanje, cepljenje ali žaganje, brušenje, poliranje in končni pregled. 

### Načrtovanje
Diamantni proizvajalci analizirajo diamant grobo z gospodarskega vidika, z dvema ciljema usmerjenima glede odločitve o tem, s koliko facetami bo diamant brušen. Prvi cilj je maksimalni donos naložbe za naraven kos diamantnega kristala. Drugi je, kako hitro se lahko diamant proda. Za pridobitev tridimenzionalnega računalniškega modela grobega kamna se uporabljajo naprave za skeniranje. Vključi se fotografiranje in 3D model, ki se nato uporabi za iskanje optimalnega načina brušenja kamna.

### Povečanje vrednosti
Proces maksimiranja vrednosti dokončanih diamantov, od grobega diamanta v poliran dragulj, je umetnost in znanost. Na izbiro razreza vplivajo številni dejavniki. Tržni dejavniki vključujejo eksponentno povečanje vrednosti diamantov kot povečanje teže, ki se imenuje zadrževanje teže in priljubljenost nekaterih oblik med potrošniki. Fizični dejavniki vključujejo izvirno obliko grobega kamna in lokacijo vključkov in pomanjkljivosti, ki jih je treba odpraviti.

#### Ohranjanje teže
Analiza ohranjanja teže preučuje diamantni kos, da se najde najboljšo kombinacijo končnih kamnov, saj se ta nanaša na vrednost karata. Na primer, 2,20 karatni oktahedron (440 mg) lahko proizvede dva polkratna (100 mg) diamanta, katerih skupna vrednost je lahko višja od diamanta 0,80 karata (160 mg) + diamanta 0,30 karata (60 mg), ki se lahko razrežeta iz istega grobega diamanta.
Okrogli in kvadratni briljantni brusi so prednostni, če je kristal oktaeder, saj se lahko pogosto iz enega kristala razrežeta dva kamna. Odločno oblikovane kristale, kot so makri, je bolj verjetno, da se razrežejo v fancy cut, to je rez, ki ni okrogel briljant, kar naj bi bila posebna oblika kristala.
Tudi s sodobnimi tehnikami brušenja in poliranja diamantnega kristala se vedno povzroči dramatično izgubo teže, približno 50%. Včasih brusilec uporabi kompromis in sprejme manjše razmerje in simetrijo, da bi se izognil vključku ali ohranjal težo. Glede na to, da se cena diamanta giblje okoli ključnih mejnikov (na primer 1,00 karat), je veliko diamantov z enim karatom (200 mg) posledica ogrožanja kakovosti brusa za težo karata. (Cut quality for Carat weight)

#### Ohranjanje barve
V barvnih diamantih lahko brušenje vpliva na barvno stopnjo diamanta, s čimer se zvišuje njegovo vrednost. Določene oblike brušenja se uporabljajo za intenziviranje barve diamanta. Radialni brus je primer te vrste reza.
Naravno zeleni barvni diamanti imajo pogosto zgolj površinsko obarvanost zaradi naravnega obsevanja in se ne raztezajo skozi kamen. Zaradi tega so zeleni diamanti brušeni s pomembnimi deli prvotne površine surovega diamanta (naravni kamni), ki so ostali na končnem dragulju.

### Minimizacija preloma
Drugačna je obravnava načrtovanja diamantov glede tega kako hitro bo diamant prodan. To upoštevanje je pogosto edinstveno za tip proizvajalca. Medtem ko lahko določen načrt za brušenje prispeva k boljši vrednosti, lahko drugačen načrt povzroči diamante, ki se bodo hitro prodali, s čimer bo zagotovljena prejšnja donosnost naložbe.

### Cepljenje ali žaganje
Cepljenje je ločitev kosov grobih diamantov v ločene koščke, ki se obdelajo kot ločeni dragulji.
Žaganje je uporaba diamantne žage ali laserske žice za rezanje grobega diamanta na ločene dele.

### Bruting
Bruting je umetnost brušenja diamantnega kroga. V moderni dobi so diamanti zaokroženi bodisi z laserjem, diamantno ploščo impregnirano z diamanti ali dvema diamantoma, ki se medsebojno brusita. Industrijski diamanti se lahko uporabljajo tudi za bruting diamantnega kroga. Sodobna računalniška programska oprema meri okroglost vsakega diamanta in »idealni brus« se zaokroži na desetinko milimetra, da se lahko uvrsti med odlične diamante.

### Poliranje
Diamantno poliranje je končno poliranje diamanta. V tovarni diamantov bi našli diamantnega "Crossworkerja", ki na diamant najprej postavlja glavne facete (Blocking the diamond). To se naredi, da se zagotovi maksimalna teža, jasnost in najboljši koti za posebno obliko diamanta. Ko je to končano, se diamant dokonča s poliranjem glavnih facet. Potem ko so glavne facete spolirale, se polirajo zadnje stranice z "Brillianteerjem". Dodane fasete so zvezde, zgornje in spodnje rondiste, znane tudi kot zgornji in spodnji pasovi facet.

### Končni pregled
Zadnja stopnja je temeljito čiščenje diamanta v kislinah in preučevanje diamanta da se ugotovi ali izpolnjuje standarde kakovosti proizvajalca.

## Proces brušenja
To je možno le zato, ker se trdota diamanta močno razlikuje glede na smer, v kateri se poskuša brusiti ali drobiti.
Poenostavljen briljanten postopek brušenja obsega naslednje faze:
- Načrtovanje - sodobno načrtovanje diamanta se izvaja z računalniško programsko opremo.
- Označevanje - oblikovanje najboljše možne oblike in reza diamanta.
- Žaganje grobega kamna - odvisno od oblike grobega diamanta, saj niso vsi diamanti žagani.
- Tabela
- Brušenje pasu.
- Blokiranje 8 glavnih ploskev facet - te facete so razdeljene v 4 kotnike in 4 paviljone, saj so vogali in paviljoni v različnih smereh zaradi atomske strukture diamanta.
- Krona - krona je sestavljena iz 8 glavnih faset in razdeljena na 4 kotnike in 4 okvirje.
- Končno brušenje - zagotovitev, da je diamantni pas popolnoma okrogel in gladek.
- Poliranje vseh 16 glavnih faset.
- Brillianteering - dodajanje in poliranje 8 zvezd in 16 paviljonov ter 16 kronskih polovic.
- Kontrola kakovosti - preverjanje simetrije, poliranja in reza (kotov) po dokončanju diamanta

To je samo en, čeprav je precej običajen način ustvarjanja okroglega briljantnega reza. Dejanski proces vključuje tudi veliko več stopenj, odvisno od velikosti in kakovosti grobega kamna. Na primer, večji kamni se najprej skenirajo, da bi dobili tridimenzionalno obliko, ki se nato uporabi za iskanje optimalne izrabe. Skeniranje se lahko ponovi po vsaki stopnji in se lahko opravi v več korakih, pri čemer vsak pas pripelje do končne oblike

## Ponovno brušenje
Zaradi sprememb v tržni želji in priljubljenosti vrednost različnih slogov diamantov niha. Vsi diamanti se lahko ponovno brusijo v novih oblikah in željah, ki bodo v tistem času povečevale vrednost na trgu. Primer tega je brušen diamant marquise, ki je bil priljubljen v sedemdesetih do osemdesetih letih 20. stoletja. V poznejših desetletjih so zlatarji imeli le malo uspeha pri prodaji te oblike v primerjavi z drugimi oblikami, kot so ovalne ali hruškaste oblike. Marquise lahko razrežemo v ovalni diamant s katerim koli diamantnim rezom z izgubo 5-10% skupne teže. Enaka marquise oblika bi lahko postala tudi hruškasta oblika samo z obrezovanjem in zaokroževanjem strani.
V 18. stoletju je bil trend ponovnega brušenja indijskih diamantov v skladu z angleškim okusom. Prvotni rez Koh-i-Noorja je tehtal nekaj več kot 186,00 karatov. Ko so ga ponovno brusili v ovalno obliko, je bilo skoraj 80 karatov izgubljenih. 
Drugi vidiki ki tudi vplivajo na ponovno brušenje, je jasnost. Če bi v originalni obliki imeli vključke, bi se ti povečali z jasnostjo, saj bi brušenje na novo obliko omogočilo čistejši končni diamant.